# 当麻皇子
当麻 皇子（たいま の みこ、敏達天皇3年（574年?）以降用明天皇元年（586年?）以前 - 没年不詳）は、古墳時代後期から飛鳥時代前期にかけての皇族。麻呂子皇子ともいう。用明天皇の第三皇子。子孫に中級官人となった当麻氏と大和高田を中心として活躍した平田党武家・当麻高田氏が出ている。大江山の鬼退治伝説で知られる。

## 経歴
推古天皇10年（602年）、征新羅大将軍であった異母弟の来目皇子が薨去した後、翌推古天皇11年（603年）4月に征新羅将軍となった。難波から船で出発したが、播磨国・明石で妻である舎人皇女が薨去したことから、皇女を明石に葬った後引き返したという。

## 系譜
- 父：用明天皇
- 母：葛城広子（葛城磐村の娘）[1][2]、または葛木伊比古郎女（葛木当麻倉首比里古または当麻倉日子の娘）[3]
- 妻：舎人皇女（欽明天皇の皇女）